# Aigües braves
Les aigües vives o aigües braves són llocs d'aigua on existeixen diversos corrents. Es poden trobar als rius naturals o canals artificials. Cal, doncs, coneixements previs i experiència en llur navegació.